# Fjodor I., ruski car
Fjodor I. Zvonar (31. svibnja 1557. – 7. siječnja 1598.), ruski car od 18. ožujka 1584. godine.

## Mladost
Otac Fjodora I., je bio cara svih Rusa Ivan IV. Grozni. Kako je bio tek trećerođeni sin i ograničenih mentalnih sposobnosti nikada se nisu polagale nada u njegovo vladanje. Ta njegova dinastijska nevažnost je poslužila 1580. godine kao nagrada Ivana IV. Borisu Godunovu   za vjernu službu pošto je tada zaključeno vjenčanje ovog ograničenog princa i njegove kćerke. Ubojstvo prestolonasljednika Ivana 1581. godine je tu utješnu nagradu pretvorilo u stvarnu pošto tada Fjodor postaje po zakonu nasljeđivanja najstarijeg preživjelog carevog djeteta prestolonasljednik. U slučaju normalne dugotrajne bolesti stari car bi možda bio promijenio red nasljeđivanja u korist malenog princa Dimitrija, ali to se nije dogodilo pošto on umire velikom brzinom od posljedice trovanja.

## Car
Takvim razvojem događaja maloumni Fjodor I. postaje u trenutku očeve smrti 18. ožujka 1584. godine novi car. Zbog psihičke nesposobnosti kao i nezainteresiranosti novoga cara vlast preuzima njegov tast Borisa Godunova    koji od tada obavlja sve državničke poslove. Fjodor I. tako dobiveno slobodno vrijeme provodi u molitvama i putovanjima Rusijom gdje obavezno posjećuje crkve i zvoni njihovim zvonima. 
Bez obzira na očekivanja dvora i prije toga njegova oca kako on ne može imati djecu čudo se uspjelo dogoditi rođenjem njegove kćerke. Njena kasnija smrt u ranoj životnoj dobi postaje događaj koji car ne može preboliti. Nikada pretjerano sposoban ili zdrav on tada počinje ubrzano propadati u očekivanju vlastite smrti.
Car Fjodor I. umire prirodnom smrću 7. siječnja 1598. Kako mu je brat Dimitrije navodno pao na vlastiti nož 15. svibnja 1591. godine on je bio posljednji muški potomak Ivana I. što otvara problem nasljeđivanja o čemu će na kraju odlučiti parlament.
| Prethodnik:     | car svih Rusa | Nasljednik:   |
| Ivan IV. Grozni | car svih Rusa | Boris Godunov |